# Айб (вірменська літера)
Ա, ա  (айб, вірм. այբ) — перша літера вірменської абетки, позначає звук /ɑ/. Її прототипом вважають грецьку α, змінену відсіченням верхньої дуги. Від поєднання назв літер Ա «айб» та Բ «бен» утворилось слово «айбубен» (буквально: айб і бен) — алфавіт.
Числове значення — 1. Транслітерація — А.
В Юнікоді має такі коди: U+0531 для Ա, U+0561 для ա. В інших типах кодування відсутня.
| Вірменська абетка | Вірменська абетка |
| --- | ----------------- |
| Ա · Բ · Գ · Դ · Ե · Զ · Է · Ը · Թ · Ժ · Ի · Լ · Խ · Ծ · Կ · Հ · Ձ · Ղ Ճ · Մ · Յ · Ն · Շ · Ո · Չ · Պ · Ջ · Ռ · Ս · Վ · Տ · Ր · Ց · Ւ · Փ · [[Ке (вірменська літера)\|АплКо |                   |